# El Alto de Culiacancito
El Alto de Culiacancito är en ort i Mexiko.   Den ligger i kommunen Culiacán och delstaten Sinaloa, i den västra delen av landet, 1 100 km nordväst om huvudstaden Mexico City. El Alto de Culiacancito ligger 28 meter över havet och antalet invånare är 168.
Terrängen runt El Alto de Culiacancito är platt. Runt El Alto de Culiacancito är det ganska tätbefolkat, med 155 invånare per kvadratkilometer. Närmaste större samhälle är Culiacán, 16,8 km öster om El Alto de Culiacancito. Trakten runt El Alto de Culiacancito består till största delen av jordbruksmark.